# Gouvernement Peeters II
Pour les articles homonymes, voir Gouvernement Peeters.
Communauté flamande et Région flamande
Peeters I Bourgeois
Le gouvernement Kris Peeters II est un gouvernement flamand tripartite composé de :
- sociaux-chrétiens CD&V;
- socialistes SP.a;
- nationalistes flamands N-VA.

Il succède le 13 juillet 2009 au gouvernement Peeters I, à la suite des élections régionales du 7 juin 2009.
Le gouvernement Bourgeois lui succèdera le 23 juillet 2014, à la suite des élections régionales du 25 mai 2014.

## Composition
| Fonction                                                                                               | Titulaire | Titulaire             | Parti |
| --- | --------- | --------------------- | ----- |
| Ministre-président Ministre de l'Agriculture, l’Économie, et des Affaires étrangères                   |           | Kris Peeters          | CD&V  |
| Vice-ministre-présidente Ministre de l'Innovation, des Médias et de la Pauvreté                        |           | Ingrid Lieten         | SP.a  |
| Vice-ministre-président Ministre de l'Intérieur, de l'Intégration et de la Périphérie et du Patrimoine |           | Geert Bourgeois       | N-VA  |
| Ministre du Budget et des Finances, de l'Aménagement du territoire, de l'Emploi et du Sports           |           | Philippe Muyters      | N-VA  |
| Ministre de la Mobilité et des Travaux publics                                                         |           | Hilde Crevits         | CD&V  |
| Ministre du Bien-être, de la Famille et de la Santé                                                    |           | Jo Vandeurzen         | CD&V  |
| Ministre du Logement, de l'Énergie, de l'Économie sociale et de l'Urbanisme                            |           | Freya Van den Bossche | SP.a  |
| Ministre de l'Éducation, de la Jeunesse et de l'Égalité des chances                                    |           | Pascal Smet           | SP.a  |
| Ministre de l'Environnement, de la Nature et de la Culture                                             |           | Joke Schauvliege      | CD&V  |